# マルコ・ドミトロヴィッチ
- マルコ・ドゥミトロヴィッチ

マルコ・ドミトロヴィッチ（Marko Dmitrović、1992年1月24日 - ）は、セルビア・スボティツァ出身のプロサッカー選手。元セルビア代表。プリメーラ・ディビシオン・CDレガネス所属。ポジションはGK。

## 経歴

### クラブ
レッドスター・ベオグラードの下部組織で育成されたが、トップチームでの出番は無かった。2013年9月3日、出場機会を求めハンガリーのウーイペシュトFCに移籍。
2015年1月6日、チャールトン・アスレティックFCに移籍、1年半契約を結んだ。
2015年7月25日、セグンダ・ディビシオンのADアルコルコンにレンタル移籍。2016年7月7日、アルコルコンに完全移籍。
2017年6月23日、SDエイバルに移籍。加入以降好セーブ連発でチームをリーガ残留に導き、2021年1月にはセビージャFCが、ドミトロヴィッチの獲得に迫っていると報じられた。
2021年1月21日のアトレティコ・マドリード戦では、前半8分に武藤嘉紀が獲得したPKのチャンスを、ドミトロヴィッチが決め、ラ・リーガでは通算7人目となるGKによるゴールを記録。しかし、試合の方はルイス・スアレスに2ゴールを決められ、1-2で敗れた。
2021年7月4日、セビージャFCと4年契約を結んだことが発表された。加入後は、モロッコ代表ヤシン・ブヌの控えに留まるも、ブヌがアフリカネイションズカップで不在の間に出場機会を得て、この年は控えながら6試合に出場した。
2024年8月11日、CDレガネスに移籍した。

### 代表
2016年8月、2018 FIFAワールドカップ・ヨーロッパ予選のアイルランド戦でフル代表初招集。2017年11月14日の韓国戦で初キャップ。2018 FIFAワールドカップにも出場した。
2022 FIFAワールドカップでも登録メンバーに選出されたが、大会を通じてヴァニャ・ミリンコヴィッチ＝サヴィッチの控えに回ったため、出場機会は訪れなかった。

## 代表歴

### 出場大会
- セルビア代表
  - 2018 FIFAワールドカップ
  - 2022 FIFAワールドカップ

### 試合数
- 国際Aマッチ 19試合 0得点（2017年-2022年）[15]

| セルビア代表 | 国際Aマッチ | 国際Aマッチ |
| 年           | 出場        | 得点        |
| ------------ | ----------- | ----------- |
| 2017         | 1           | 0           |
| 2018         | 4           | 0           |
| 2019         | 8           | 0           |
| 2020         | 3           | 0           |
| 2021         | 2           | 0           |
| 2022         | 1           | 0           |
| 通算         | 19          | 0           |

## タイトル
ウーイペシュト
- マジャル・クパ : 1回 (2013-14)

セビージャ
- UEFAヨーロッパリーグ : 1回 (2022-23)